# Béka-Zourma
Pour les articles homonymes, voir Zourma (homonymie).
Ne doit pas être confondu avec Béka (Burkina Faso) ou Zourma.
Béka-Zourma est une localité située dans le département de Zabré de la province du Boulgou dans la région Centre-Est au Burkina Faso.

## Démographie
| 2003 | 2006  | 2012 |
| ---- | ----- | ---- |
| 559  | 1 507 | -    |

En 2006, sur les 1 507 habitants du village – regroupés en 264 ménages – 58,26 % étaient des femmes, près 50,5 % avaient moins de 14 ans, 42,9 % entre 15 et 64 ans et environ 6,3 % plus de 65 ans.

## Santé et éducation
Le centre de soins le plus proche de Béka-Zourma est le centre de santé et de promotion sociale (CSPS) de Zourma tandis que le centre médical avec antenne chirurgicale (CMA) se trouve à Zabré et que le centre hospitalier régional (CHR) est à Tenkodogo .
Le village possède une école primaire publique.